# Cataulacus brevisetosus
Cataulacus brevisetosus é uma espécie de formiga do gênero Cataulacus, pertencente à subfamília Myrmicinae.